# Brotherhood (B'z)
Brotherhood è il decimo album in studio del gruppo rock giapponese B'z, pubblicato nel 1999.

## Tracce
1. F・E・A・R – 3:45
2. GIRIGIRI chop (ギリギリchop) – 3:59
3. Brotherhood – 5:46
4. Nagai Ai (ながい愛) – 5:37
5. Yume no Youna Hibi (夢のような日々) – 4:53
6. Gin no Tsubasa de Tobe (銀の翼で翔べ) – 3:56
7. Sono Te de Furete Goran (その手で触れてごらん) – 3:23
8. Nagare Yuku Hibi (流れゆく日々) – 4:54
9. SKIN – 3:44
10. Ikasete Okure! (イカせておくれ！) – 3:23
11. SHINE – 3:51

## Formazione
- Koshi Inaba
- Takahiro Matsumoto